# Frixos Kotsakis
Frixos Kotsakis (griechisch Φρίξος Κωτσάκης, * 1. Mai 1999) ist ein griechischer Volleyballspieler.

## Karriere
Kotsakis begann seine Karriere 2015 in Kalamata. Von 2017 bis 2020 spielte der Außenangreifer bei GAS Pamvochaikos. Danach war er zwei Jahre lang bei AOP Kifisias. In der Saison 2022/23 war er beim französischen Erstligisten AS Cannes aktiv. 2023 wurde Kotsakis vom deutschen Bundesligisten SWD Powervolleys Düren verpflichtet. In der Saison 2023/24 unterlagen die SWD Powervolleys im DVV-Pokal hingegen bereits im Viertelfinale gegen die WWK Volleys Herrsching und im CEV-Pokal schieden sie im Achtelfinale aus. In den Bundesliga-Playoffs verloren die SWD Powervolleys als Tabellensechster im Viertelfinale gegen den VfB Friedrichshafen. Danach verließ Kotsakis den Verein mit unbekanntem Ziel.